# Nieuwe Haven (Willemstad)
Nieuwe Haven – dzielnica (wijk) miasta Willemstad oraz osada (buurt) w dystrykcie Willemstad, w kraju autonomicznym Curaçao, należącym do Holandii, w Ameryce Południowej. 20 października 2023 r. była niezamieszkana. Znajduje się tutaj terminal kontenerowy.  

## Osady
W skład dzielnicy nie wchodzi żadna osada (buurt).